# آجیل

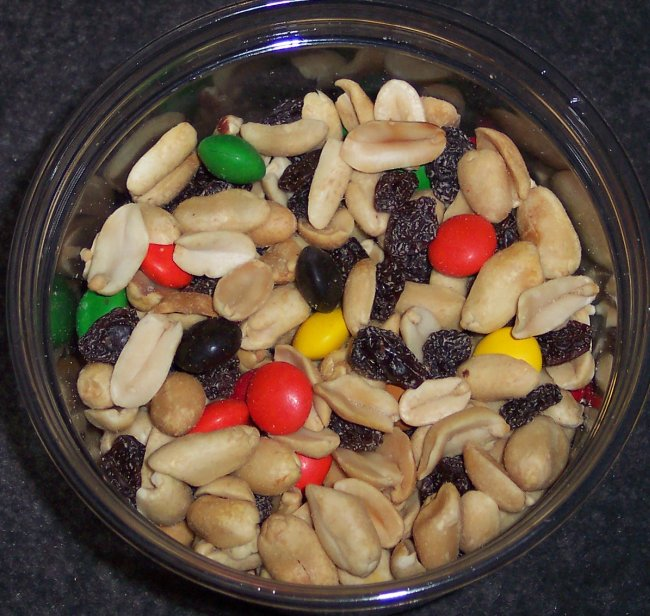
آجیلی مرکب از بادام زمینی و اسمارتیز و کشمش

آجیل یا مغزیجات به مخلوطی از خشکبار گفته می‌شود که بنا بر سلایق و مدل‌های گوناگون، ترکیبات آن فرق می‌کند.

## جایگاه در فرهنگ سنتی و باستانی
آجیل از دیرباز به یکی از نمادهای فرهنگ ایرانی بدل گشته‌است به صورتی که برخی از مراسم سنتی ایرانیان (مانند نوروز و یلدا) تنها با حضور آجیل مفهوم خود را پیدا می‌کنند.

## جایگاه در فرهنگ مذهبی
امروزه جایگاه آجیل میان ایرانیان از حضور در مراسم جشن و شادی فراتر رفته‌است و به بخشی از اعتقادات مذهبی آن‌ها نیز وارد شده‌است. در بسیاری از مراسم مذهبی (که معمولاً توسط زنان برپا می‌شود) از نوعی آجیل، موسوم به آجیل مشکل گشا استفاده می‌شود که هرچند توسط هیچ مرجع مذهبی ای تأیید نشده‌است اما مردم بر این باورند که می‌تواند آن‌ها را در رفع مشکلاتشان یاری کند.

## جایگاه اقتصادی
با توجه به باغ‌های گسترده پسته ایران، آجیل ایرانی نیز به مانند پسته یکی از نمونه‌های شناخته شده صادرات ایرانی در بازارهای جهانی محسوب می‌شود.

## شهر آجیلی

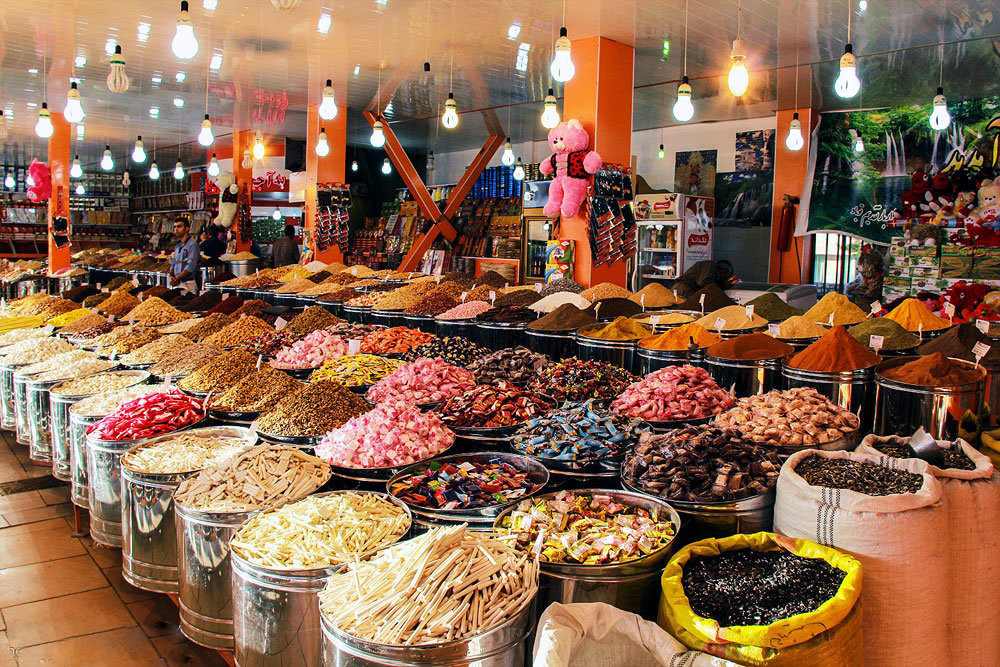
مغازه آجیل فروشی در فاروج

شهر فاروج در استان خراسان شمالی به شهر آجیلی معروف می‌باشد. بودن دکان‌های آجیل فروشی رنگارنگ در فواصل این خیابان که از ورودی شهر تا خروجی شهر ادامه دارد زیبایی خاصی در شهر به وجود آورده‌است کمتر مسافری از این شهر عبور کرده و کنار جاده از دکان آجیل فروشی رنگارنگ خرید نکرده‌است. چون جاده ۲۲ (سنتو) از میان فاروج می‌گذرد بخشی از مردم اقتصاد خود را از طریق فروش آجیل می‌گذرانند. در واقع آجیلی که در فاروج فروش می‌رود از محصولات خود فاروج نیست و از شهرهای دیگر برای فروش به اینجا آورده می‌شود که به همین دلیل فراوانی، به شهر آجیلی هم معروف است، که خود زیبایی و جاذبه ای برای مسافران گذری از فاروج را ایجاد کرده‌است و در سال ۱۳۸۹ به لقب پایتخت آجیل و خشکبار ایران مشهور شد. کشاورزی و دامپروری از شغلهای مهم مردمان سنتی این شهر است.

## بهترین‌ها
بهترین‌های خشکبار و آجیل آن‌ها هستند که در شرایط سالم عمل‌آوری شده و معمولاً به‌صورت روزانه بو داده و به فروش برسند.

## انواع

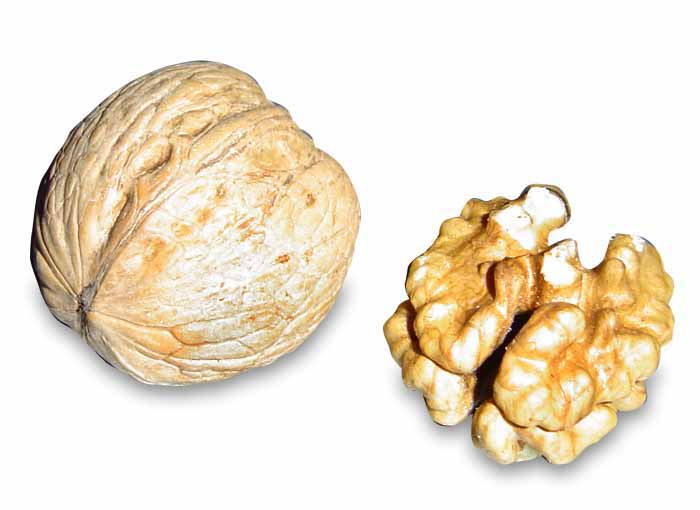
گردو

آجیل‌ها انواع بسیار گوناگونی دارند که نمی‌توان برای تمامی آن‌ها اسم انتخاب کرد. برخی اسامی هم که برای آجیل‌ها انتخاب می‌شود از دو شیوه نام‌گذاری پیروی می‌کند.
- شیوه اول که نام آجیل را بر اساس کاربرد آن انتخاب می‌کند. (برای مثال آجیل مشکل گشا).
- شیوه دوم نام آجیل را بر اساس ترکیبات و اجزای آن انتخاب می‌کند. (مانند آجیل شور، آجیل شیرین، چهار مغز).

### آجیل میوه

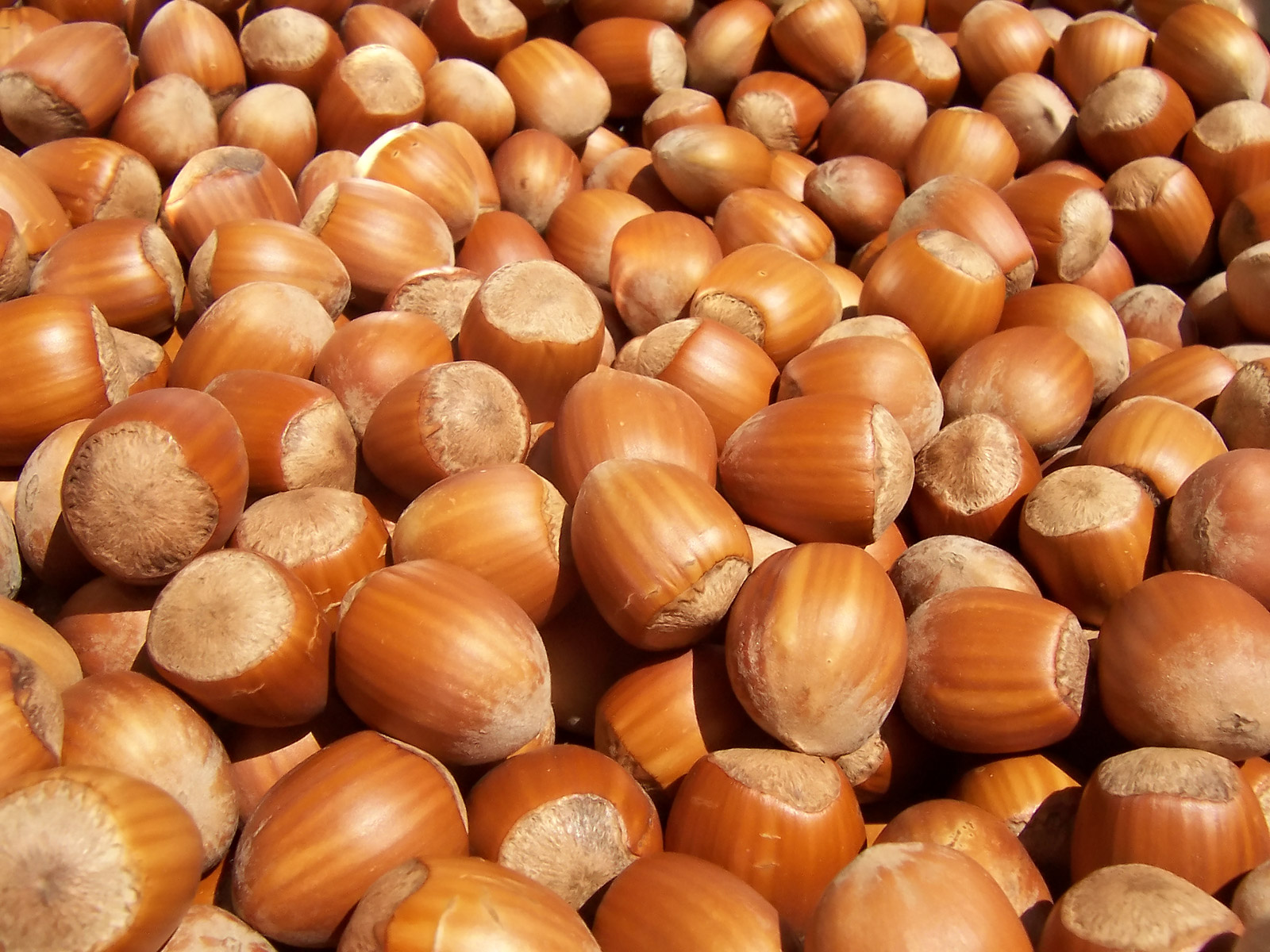
فندق

خانواده آجیل‌ها دسته‌ای از میوه‌جات با پوست سخت و سفت هستند که از درختان با دانه ناشکوفا و باز عمل می‌آیند. در زبان انگلیسی کلمه nut به گستره بزرگی از دانه‌های خشکبار شده گفته می‌شود اما در دانش زیست‌شناسی تعداد مشخص و محدودی از آن‌ها nut (آجیل) هستند. آجیل‌ها یک منبع مهم غذایی برای حیات وحش و انسان‌ها محسوب می‌شوند.
گردو، پسته، فندق، بادام، بلوط، بادام هندی، بادام زمینی جزء آجیل‌ها هستند.

## ترکیبات
هر چند همان گونه که گفته شد، گستره موادی که در آجیل‌های گوناگون به کار می‌رود بسیار زیاد است، اما به‌طور کلی می‌توان از اقلام زیر به عنوان ارکان اصلی تشکیل دهنده آجیل نام برد: پسته، فندق، تخمه آفتابگردان، تخمه کدو، تخمه ژاپنی، بادام زمینی، بادام، بادام هندی، گردو، نقل، کشمش، نخودچی و ماکادمیا

## آجیل‌های مناسب بدنسازی
اگر به دنبال این هستید که ورزش را به‌طور جدی ادامه دهید یا تحت یک رژیم خاص ورزشکاری باشید بهتر است آجیل‌هایی با درصد پروتئین بالا انتخاب کنید چرا که پروتئین به رشد و ترمیم سلول‌ها کمک می‌کند.
بهترین نوع آجیل را می‌توان به پسته بادام انجیر خشک فندق و گردو اشاره کرد که برای بسیاری از بیماری‌ها مفید می‌باشد. اگر میخواید سیستم ایمنی بدنتان قوی شود حتماً از آجیل استفاده کنید.

### بادام زمینی در بدن سازی
مصرف بادام زمینی بهترین راه برای افرادی ست که می‌خواهند پروتئین بیشتر به رژیم غذایی خود اضافه کنند. بادام زمینی به‌طور قابل توجهی دارای مواد مغذی ضروری ست. به همین دلیل بادام زمینی برای بدنسازی بسیار مفید می‌باشد.
جالب است بدانید با وجود اینکه بادام زمینی جزء حبوبات محسوب می‌شوند اما بیشتر مردم آن‌ها را به عنوان آجیل می‌شناسند.
بادام زمینی حاوی مقدار زیادی پولی فنول، آنتی‌اکسیدان، فلاونوئیدها و آمینو اسید هستند. تحقیقات نشان داده‌است که تمام ترکیبات ذکر شده برای سلامت بدن انسان بسیار مفید می‌باشند.
بر اساس بانک اطلاعاتی مواد مغذی که توسط بخش کشاورزی ایالات متحده (USDA) ایجاد شده‌است، هر ۱۰۰ گرم بادام زمینی دارای ۵۶۷ کالری و مواد مغذی زیر است:
پروتئین: ۲۵٫۸۰ گرم
چربی: ۴۹٫۲۴ گرم
کربوهیدرات: ۱۶٫۱۳ گرم
فیبر: ۸٫۵۰ گرم
قند: ۴٫۷۲ گرم
همچنین در هر ۱۰۰ گرم بادام زمینی املاح معدنی زیر قرار دارد:
کلسیم: ۹۲ میلی‌گرم
آهن: ۴٫۵۸ میلی‌گرم
منیزیم: ۱۶۸ میلی‌گرم
فسفر: ۳۷۶ میلی‌گرم
پتاسیم: ۷۰۵ میلی‌گرم

### بادام درختی
بادام درختی در مقایسه با مغزها و آجیل‌های دیگر محبوبیت بیشتری دارد و در حال حاضر در بسیاری از کشورها مصرف می‌شود و شناخته شده‌است. با توجه به بادام زمینی مقدار پروتئین کمتری دارد اما با این حال در مواد مغذی دیگر سرآمد تر است.
بر اساس USDA در هر ۱۰۰ گرم بادام درختی، ۵۷۹ کالری وجود داشته و دارای مواد مغذی زیر است:
پروتئین: ۲۱٫۱۵ گرم
چربی: ۴۹٫۹۳ گرم
کربوهیدرات: ۲۱٫۵۵ گرم
فیبر: ۱۲٫۵۰ گرم
قند: ۴٫۳۵ گرم
همچنین بادام درختی دارای ویتامین‌ها و املاح معدنی زیر است:
کلسیم: ۲۶۹ میلی‌گرم
آهن: ۳٫۷۱ میلی‌گرم
منیزیم: ۲۷۰ میلی‌گرم
فسفر: ۴۸۱ میلی‌گرم
پتاسیم: ۷۳۳ میلی‌گرم
ویتامین E: 25.63 میلی‌گرم

## تأثیر آجیل بر عملکرد سیستم ایمنی
سیستم ایمنی بدن برای مبارزه با ویروس‌ها، میکروب‌ها، باکتری‌ها و انواع بیماری‌ها به مواد مغذی نیاز دارد. این مواد مغذی شامل چربی‌های طبیعی و پروتئین‌های با کیفیت است. به هر میزانی که بدن انسان از این مواد مغذی غنی تر باشد سیستم ایمنی نیز در مقابله و مبارزه با عوامل خارجی موفق تر عمل می‌کند. آجیل‌ها منبع عظیم این مواد مغذی هستند. ویتامین E موجود در آجیل خصوصاً پسته، بادام و گردو برای مقابله با عفونت، ویروس و باکتری بسیار مؤثر است. این دانه‌های مغذی همچنین سرشار از امگا۳، روی و منیزیم هستند و باعث تقویت سیستم ایمنی و جذب ویتامین‌هایی نظیر A , D، E , K می‌شوند.

## انواع بسته بندی آجیل و خشکبار
به منظور بسته بندی آجیل و خشکبار از مواد مختلف نظیر کاغذ، پلاستیک، فلز یا شیشه استفاده می شود.در این میان، کمپانی رویش پک در شمال شرق کشور از تخصص خاصی در این زمینه بخوردار است چرا که توانسته با همکاری برند های مطرح این مهم را ثابت کند.
سلفون: بسته بندی خشکبار با سلفون معمولا به صورت دو لایه از OPP لمینیت با CPP ساخته می شود. این پک ها را می توان در انواع شفاف، متالایز، چاپ دار و یا چاپ دار با پنجره شفاف تولید کرد که اغلب نوع پنجره دار به دلیل امکان مشاهده کیفیت محصول مورد استقبال مشتریان قرار می گیرد. از ویژگی های لفاف سلفونی می ‌توان به توانایی کنترل نفوذپذیری رطوبت، اکسیژن و نور خورشید اشاره‌ کرد. این بسته‌ بندی هم چنین در مقابل پارگی مقاوم است، ارزان و با کیفیت است،
وکیوم: برای بسته بندی خشکبار به صورت وکیوم شده از دستگاه بسته بندی وکیوم استفاده می شود. این دستگاه دارای یک محفظه می باشد که محصول بعد از ریخته شدن درون کیسه های نایلونی مخصوص داخل کابین قرار گرفته و با مکش ایجاد شده هوای درون کیسه خارج می گردد.
پاکت: خشکبار ﺣﺴﺎﺳﯿﺖ بالایی در ﺑﺮاﺑﺮ رﻃﻮﺑﺖ و ﺣﺸﺮات دارد. هم چنین نفوذ نور و هوا به داخل ﺑﺴﺘﻪ ﺑﻨﺪی آن باعث فساد سریع تر محصول می‌ گردد. لذا ﺑﺴﺘﻪ ﺑﻨﺪی آجیل و خشکبار ﺑﺎﯾﺪ ﻣﺤﮑﻢ و ﻧﻔﻮذﻧﺎﭘﺬﯾﺮ ﺑﺎﺷﺪ. پاکت بسته بندی باعث جلوگیری از نفوذ هوا و نور به داخل بسته بندی و تعویق زمان فساد می ‌شود. پاکت هم چنین موجب افزایش ماندگاری خشکبار و حبوبات و حفظ عطر و طعم آن می گردد.
پس از انتخاب متریال مورد نظر، لازم است تا طرح و نقش روی بسته بندی انتخاب شود. رنگ و نقش در طراحی بسته بندی آجیل و خشکبار بر میزان فروش آن بسیار تاثیر می گذارد.